# Abschied von Matjora
Abschied von Matjora (russisch Прощание) ist ein sowjetischer Spielfilm. Er basiert auf dem gleichnamigen Roman (Прощание с Матёрой) von Walentin Rasputin. Die Regisseurin Larissa Schepitko, Ehefrau von Elem Klimow, verunglückte bei den Dreharbeiten 1979 tödlich. Deshalb wurde der Film nach ihrem Tod 1982 unter der Regie von Klimow fertiggestellt. 1984 sollte er die Berlinale eröffnen, wurde aber vom sowjetischen Filmverband nicht für den Auslandseinsatz freigegeben und lief dann erst im Februar 1987 erfolgreich auf den Berliner Filmfestspielen.

## Handlung
Das auf einer Insel gelegene Dorf Matjora soll geräumt werden, weil der Fluss durch ein neues Wasserkraftwerk aufgestaut wird, was zur Überschwemmung des Dorfes führt. Die Bewohner, die ihrer Heimat und ihren Traditionen verbunden sind, leiden unter der Zwangsumsiedlung. Eine von ihnen ist die alte Darja, die hier ihr ganzes Leben verbracht hat und ihre Heimat nicht verlassen will.

## Hintergrund und Kritik
Für Das große Personenlexikon des Films ist Abschied von Matjora Klimows „ergreifendster, sein visuell wie inhaltlich faszinierendster Film“.
Das Lexikon des Internationalen Films schreibt: „Im Spannungsfeld zwischen Fortschritt und Tradition angesiedelt, überzeugt der Film durch seine zutiefst humane Gesinnung und seine Inszenierung, die mit überwältigenden Bildmetaphern vielschichtige Zusammenhänge erkennbar macht“ und gibt dem Film das Prädikat „Sehenswert“.